# Sophonia bakeri
Sophonia bakeri är en insektsart som beskrevs av Chandrasekhara A. Viraktamath och Wesley 1988. Sophonia bakeri ingår i släktet Sophonia och familjen dvärgstritar. Inga underarter finns listade i Catalogue of Life.